# Scholastique Mukasonga
Scholastique Mukasonga es una escritora ruandesa tutsi nacida en 1956 y residente en Normandía, Francia.

## Obra
- 2006, Inyenzi ou les Cafards (Continents Noirs). Gallimard, París, ISBN 978-2-07-077725-9.
- 2008, La Femme aux pieds nus (Continents Noirs). Gallimard, París, ISBN 978-2-07-011983-7.
- 2010, L'Iguifou. Nouvelles rwandaises (Continents Noirs). Gallimard, París, ISBN 978-2-07-012791-7.[3]
- 2012, Notre-Dame du Nil (Continents Noirs). Gallimard, París, ISBN 978-2-07-013342-0. Premio Renaudot
- 2014, Ce que murmurent les collines (Continents Noirs). Gallimard, París, ISBN 978-2-07-014538-6.[4]

## Premios
- 2021,  Premio Simone de Beauvoir
- 2012,  Premio Renaudot
- 2012,  Premio Ahmadou Kourouma